# Salah Larbès
 (janvier 2023).
Si vous disposez d'ouvrages ou d'articles de référence ou si vous connaissez des sites web de qualité traitant du thème abordé ici, merci de compléter l'article en donnant les références utiles à sa vérifiabilité et en les liant à la section « Notes et références ».
Salah Larbès (en kabyle: Ṣaleḥ Lɛerbas), né le 16 septembre 1952 à Tixeraïne (Algérie française) et mort le 26 février 2024 à Tizi Ouzou (wilaya de Tizi Ouzou, Algérie), est un footballeur international algérien. Avec la Jeunesse sportive de Kabylie, il remporte plusieurs trophées dont une Coupe d'Afrique des clubs champions en 1981.
Il est sélectionné en équipe nationale entre 1974 et 1982.

## Carrière

### Jeunes catégories
À treize ans, Salah Larbès foule pour la première fois les terrains sous les couleurs du JS Tixeraïne. Il rejoint cependant le CS Douanes en 1968. Il reste dans ce club jusqu'à son premier match senior en 1968. À 16 ans à peine, il participe et remporte le concours de football du meilleur jeune algérois qui rassemblait les jeunes footballeurs de la capitale.

### En club
Salah Larbès continue à jouer dans le club du CS Douanes, mais le quitte après l'avoir sauvé en 1970 pour rejoindre l'équipe des travaux publics. Il est repéré par la Jeunesse sportive de Kabylie l'année suivante, qui le recrute, et avec laquelle il gagne par la suite le Championnat d'Algérie huit fois, deux Coupes d'Algérie, la Coupe d'Afrique des clubs champions une fois, ainsi que la Supercoupe d'Afrique. Il devient ainsi l'un des joueurs les plus titrés de l'histoire de la Jeunesse Sportive de Kabylie, avec 12 titres officiels. Il ne quitte plus la Jeunesse sportive de Kabylie depuis son arrivée.

### En sélection
Dda Salah comme il est surnommé est l'un des acteurs principaux de l'Algérie, durant deux Coupe d'Afrique des nations de football, ainsi que durant la Coupe du monde de football 1982, où il a joué deux matchs. Salah Larbès a aussi participé aux jeux olympiques de 1980 organisés à Moscou.

## Palmarès

### En club
- Champion d'Algérie (8) : 1973, 1974, 1977,1980, 1982, 1983, 1985 et 1986.
- Vainqueur de la Coupe d'Algérie (2) : 1977 et 1986.
- Vainqueur de la Coupe d'Afrique des clubs champions (1) : 1981
- Vainqueur de la Supercoupe d'Afrique (1) : 1982
- Vainqueur du Tournoi international de football  organisé à Dakar au Sénégal en 1985.
- Finaliste de la Coupe d'Algérie 1979.
- Vice champion d'Algerie 1978, 1979 et 1981.

### Sélections
- Finaliste de la Coupe d'Afrique des nations 1980.
- Participation à la Coupe du monde 1982.
- Demi finaliste de la coupe d’Afrique des nations en 1982.
- Participation au Jeux olympiques de Moscou en 1980.

### Distinctions personnelles
- Un des joueurs les plus titrés de la JS Kabylie avec 12 titres officiels.
- Le seul joueurs de l’histoire du football algérien à avoir remporté 8 huit titres de championnat d’Algérie.

## Palmarès d'entraîneur
- Vainqueur de la Coupe d'Afrique des clubs champions en 1990 avec la JS Kabylie.
- Finaliste de la Coupe d'Algérie en 1991 avec la JS Kabylie.